# Unleashed in the East
Unleashed in the East es el primer álbum en vivo de la banda británica de heavy metal Judas Priest, publicado en septiembre de 1979 por CBS Records para el Reino Unido y en octubre del mismo año en los Estados Unidos, a través de Columbia Records. Se grabó en Tokio durante dos noches en febrero del mismo año, en el marco de la gira Killing Machine Tour.
Además, es el primer y último registro en vivo oficial con el baterista Les Binks, luego que en julio de 1979 renunciara a la banda. Por otro lado, luego de ser puesto a la venta la prensa dudó sobre la legitimidad de la grabación en vivo afirmando que fue en su totalidad grabado en el estudio. Sin embargo, dichos rumores fueron desmentidos al poco tiempo, ya que lo único que fue retocado en el estudio fue la voz de Rob Halford, que durante la grabación sufría una laringitis parcial que le impidió cantar como de costumbre. 
Aun así, es su álbum en directo más exitoso en los mercados mundiales, ya que alcanzó el primer top diez en el Reino Unido y sus ventas en los Estados Unidos superan el millón de copias.

## Antecedentes y producción
A fines de 1978 y durante gran parte de 1979 la banda se embarcó en la gira Killing Machine Tour, en promoción al álbum homónimo de 1978. Dicha serie de conciertos les permitió tocar por segunda vez en Japón con tres presentaciones en Tokio y dos en Osaka, la cual fue escogida por CBS para grabar un eventual álbum en vivo. Finalmente su grabación se llevó a cabo en dos conciertos realizados en Tokio; uno celebrado el 10 de febrero en el recinto Tokyo Kōsei Nenkin Kaikan —en ocasiones también denominado como Koseinenkin Hall— y el otro el 15 del mismo mes en el Nakano Sun Plaza.
Por su parte, la producción quedó a cargo de la misma banda y de Neil Kernon en primera instancia, pero este último prefirió trabajar como ingeniero de sonido ya que se sentía más cómodo en esa posición. Por ello, CBS le solicitó a Tom Allom el puesto de coproductor ya que tenía más experiencia en trabajos de heavy metal, porque fue el ingeniero de los tres primeros discos de Black Sabbath y además, ya había trabajado con Judas Priest en el álbum Sin After Sin de 1977. Por último, su masterización y mezcla se realizó en los Starling Studios en Ascot, Inglaterra, cuyo proceso duró un poco más de seis meses.

## Lanzamiento
Se publicó oficialmente el 17 de septiembre de 1979 en el Reino Unido a través de CBS Records y alcanzó el puesto 10 en los UK Albums Chart, convirtiéndose en su primera producción en entrar en los diez mejores de ese país. A su vez, en el mismo día se lanzó en Japón por el sello Epic Records y bajo el título de Priest in the East, que contó con trece canciones ya que se incluyeron «Rock Forever», «Delivering the Gods», «Hell Bent for Leather» y «Starbreaker» como pistas exclusivas para ese mercado.
Un mes más tarde se puso a la venta en los Estados Unidos por el sello Columbia Records, situándose en la posición 70 de la lista Billboard 200. En el año 1989 se certificó con disco de platino en dicho país, tras vender más de un millón de copias. Por otro lado, en octubre de 1979 se lanzó el sencillo «Rock Forever» que incluyó como lado B las canciones «Hell Bent for Leather» y «Beyond the Realms of Death» en versiones en vivo, que fueron grabadas en dicho proceso pero que no fueron incluidos en el álbum.

## Portada
El diseño fue supervisado y creado por el director de arte de CBS, Roslaw Szaybo y que contó con varias fotografías tomadas por Fin Costello. La escogida muestra a Rob Halford en primer plano ocultando en gran parte la batería, ya que  al momento de su publicación el baterista Les Binks se había retirado de la agrupación. Es por ello que en todas las fotografías, incluyendo las que están al interior del disco, Halford cubre la batería para que no sea vista.

## Controversia en su grabación
Durante los conciertos grabados en Tokio, Rob Halford sufría una laringitis parcial que provocó que su voz no estuviera a la altura de las otras presentaciones. Es por ello que durante el proceso de mezcla realizado en Inglaterra, su voz fue retocada en algunas partes para obtener los tonos característicos del vocalista. Dicha información fue dada a conocer por los mismos integrantes de la banda, en diversas entrevistas con el pasar de los años.
Sin embargo, la prensa especuló que el álbum fue grabado en su totalidad en un estudio, luego que vieron a Halford con auriculares en el patio del estudio donde se llevó a cabo la masterización. Con los meses el rumor creció entre los críticos afirmando que todos los instrumentos y las voces del público eran grabadas, e incluso algunos lo titularon como Unleashed in the Studio. Con el fin de desmentir el falso rumor, en el mismo año se publicó de manera independiente un bootleg del concierto del 15 de febrero en Tokio, donde se apreciaba a Halford afectado por la laringitis y que demostraba que la presentación fue hecha cien por ciento en vivo.
Al final la prensa que cuestionó la legitimidad de la grabación tuvo que pedir disculpas a la banda, pero afirmaron que la controversia fue creada por el sello CBS para conseguir mayores ventas y mejor promoción en las radios.

## Lista de canciones
| N.º | Título                                                                      | Escritor(es)                        | Duración |  |
| 1.  | «Exciter»                                                                   | Halford, Tipton                     | 5:38     |  |
| 2.  | «Running Wild»                                                              | Tipton                              | 2:53     |  |
| 3.  | «Sinner»                                                                    | Halford, Tipton                     | 7:31     |  |
| 4.  | «The Ripper»                                                                | Tipton                              | 2:44     |  |
| 5.  | «The Green Manalishi (With The Two Pronged Crown)» (cover de Fleetwood Mac) | Peter Green                         | 3:16     |  |
| 6.  | «Diamonds & Rust» (cover de Joan Báez)                                      | Joan Báez                           | 3:30     |  |
| 7.  | «Victim of Changes»                                                         | Al Atkins, Halford, Downing, Tipton | 7:12     |  |
| 8.  | «Genocide»                                                                  | Halford, Tipton, Downing            | 7:19     |  |
| 9.  | «Tyrant»                                                                    | Halford, Tipton                     | 4:32     |  |

| Pistas adicionales en Japón y en la posterior reedición de 2001 |                         |                          |          |  |
| N.º                                                             | Título                  | Escritor(es)             | Duración |  |
| 10.                                                             | «Rock Forever»          | Halford, Tipton, Downing | 3:27     |  |
| 11.                                                             | «Delivering the Goods»  | Halford, Tipton, Downing | 4:07     |  |
| 12.                                                             | «Hell Bent for Leather» | Tipton                   | 2:40     |  |
| 13.                                                             | «Starbreaker»           | Halford, Tipton, Downing | 6:00     |  |

## Músicos
- Rob Halford: voz
- K.K. Downing: guitarra eléctrica
- Glenn Tipton: guitarra eléctrica y coros
- Ian Hill: bajo
- Les Binks: batería